# 温益
温益 (1037年—1102年)，字禹弼。福建泉州人，宋朝进士。
曾任大宗正丞、利州路湖南转运判官、工部员外郎。绍圣年间(1094～1097年)，由诸王府记室知福州，徙潭州。宋徽宗即位后，先后任太常少卿、给事中兼侍读、知开封府、吏部尚书。建中靖国元年(1101年)，任尚书右丞，后任中书侍郎。